# Fabula di Orfeo
Die Fabula di Orfeo oder auch Favola di Orfeo (dt.: Fabel des Orpheus) ist ein aus einem Akt bestehendes Drama in 401 Versen von Angelo Poliziano, das 1480 (Erstdruck 1494) geschrieben und wohl noch im selben Jahr in Mantua uraufgeführt wurde. Es handelt sich dabei um das erste profane Drama in italienischer Sprache, obgleich einige Verse auf Latein sind. 
Die Fabula di Orfeo besteht überwiegend aus Terzinen, Oktaven und Balladen, die Passagen auf Latein aus sapphischen Strophen. 
Vorbilder bzw. wichtige Einflüsse sind zahlreiche lateinische Werke, beispielsweise:
- Hesiods Theogonie (~700 v. Chr.)
- Euripides’ Bacchae (406 v. Chr., dt.: Die Bakchen)
- Vergils Bucolica (~38 v. Chr.) und Georgica (37–29 v. Chr.)
- Ovids Amores (~16  v. Chr.) und Metamorphosen (1 / 3–8 n. Chr.)
- Claudians De raptu Proserpinae (~395–397, dt.: Der Raub der Proserpina)

Ebenso italienische Werke: 
- Dante Alighieris Commedia (1307–1328, dt.: Göttliche Komödie)
- Petrarcas Canzoniere (1370)

## Handlung

### Vers 1–14
Der Götterbote Mercurio (Merkur) fasst die Handlung der Verse 15-401 zusammen. 

### Vers 15–137
Der Hirte Mopso fragt den Hirten Aristeo, Sohn des Apoll, ob er ein Kalb gesehen habe, das ihm verloren gegangen ist. Aristeo hat das Kalb zwar nicht gesehen, will aber hinter einem Berg ein Muhen gehört haben. Er trägt deshalb seinem Diener Tirsi auf, das Kalb dort zu suchen und erzählt währenddessen Mopso, dass er am Vortag eine wunderschöne Frau gesehen und sich in sie verliebt habe. Mopso rät Aristeo von der Liebe ab. Tirsi kehrt von seiner erfolgreichen Suche nach dem Kalb zurück und schwärmt nun ebenfalls von einer wunderschönen jungen Frau, die er auf dem Weg gesehen habe. Da es sich um dieselbe Frau zu handeln scheint, von der auch Aristeo Mopso berichtet hatte, macht sich Aristeo auf den Weg. Die erneute Ermahnung Mopsos ignoriert er, um seine Angebetete zu suchen. Als er sie findet, ergreift sie die Flucht und er setzt ihr nach.

### Vers 138–189
Orfeo trägt einen Gesang in lateinischer Sprache vor. Es handelt sich dabei um einen, wie er behauptet, von Apoll inspirierten Lobgesang auf das Haus Gonzaga. Eine Hochzeit im Haus Gonzaga ist der Anlass zur Aufführung der Fabula di Orfeo. 

### Vers 190–213
Nach Beendigung des Gesangs überbringt ein Hirte Orfeo die Nachricht, seine Frau Euridice sei auf der Flucht vor dem verliebten Aristeo von einer Schlange gebissen worden und kurz darauf gestorben. Orfeo stimmt ein Trauerlied an und beschließt, sich in die Totenwelt zu begeben, um mit seinem Wunder wirkenden Gesang Euridice der Totenwelt zu entreißen.

### Vers 214–301
Durch seinen herzerweichenden Gesang, durch sein Flehen und schließlich durch die Fürsprache Proserpinas gelingt es Orfeo, Plutone (Pluto), den Herrn der Totenwelt dazu zu überreden, ihm Euridice (Eurydike) zurückzugeben. Plutone überlässt sie ihr, unter der Bedingung, dass er ihr nicht ins Gesicht sehen dürfe, solange sie sich nicht in der Welt der Lebenden befänden. 

### Vers 302–305
Orfeo stimmt ein kurzes lateinisches Freudenlied darüber an, dass er seine Euridice wieder hat. 

### Vers 306–353
Da Orfeo gegen das Gebot Plutones gehandelt hat, wird ihm Euridice wieder entrissen. Als er in die Totenwelt zurückkehren will, um Euridice erneut zurückzuholen, stellt sich ihm eine Furie in den Weg. Seine bittere Trauer veranlasst Orfeo, in seinem Leben weder je wieder eine Frau zu lieben noch etwas von Frauen zu hören, geschweige denn von ihnen zu reden zu wollen. Er möchte sich nur noch jungen Knaben zuwenden. 

### Vers 354–401
Eine Bacchantin rächt zusammen mit weiteren Bacchantinnen Orfeos Verachtung der Frauen. Nachdem sie ihn enthauptet und seinen Körper in Fetzen gerissen haben, betrinken sie sich und stimmen einen Lobgesang auf Bacchus an.

## Personen
- Mercurio (Merkur), Götterbote
- Mopso, Hirt
- Aristeo, Sohn Apollos, Hirt
- Tirsi, Diener Aristeos
- Orfeo (Orpheus), sagenumwobener Sänger
- Euridice (Eurydike), Gemahlin Orfeos
- Plutone (Pluto), Gott/Herrscher der Toten(welt)
- Proserpina, Gemahlin des Gottes/Herrschers der Toten(welt)
- Minos, Richter der Toten(welt)
- weitere Personen: Pastore Schiavone (Slawischer?/Himmlischer? Hirte), Un pastore (Ein Hirte), Baccante (Bacchantin)

## Weitere Informationen
- Laut Vittore Branca schrieb Poliziano die Fabula di Orfeo anlässlich der Verlobung Clara Gonzagas, der Tochter Federico I. Gonzagas mit Gilbert de Bourbon-Montpensier, aber vor allem anlässlich der Verlobung Isabella d’Estes mit Gianfrancesco II. Gonzaga.[1]
- Dieter Kremers sieht in der Fabula di Orfeo eine Fortentwicklung der Sacre Rappresentazioni. Merkur tritt an die Stelle des in den Sacre Rappresentazioni üblichen, die Geburt Christi verkündenden Engels; die Fabula di Orfeo endet mit dem profanen Trinklied der Bacchantinnen und die Geschehnisse spielen sich im Gegensatz zu den Sacre Rappresentazioni nicht direkt vor dem Publikum ab, sondern werden von den Personen erzählt. Vittore Branca sieht die Fabula di Orfeo hingegen in der Tradition der venezianischen Momarie.[2]
- Von der Fabula di Orfeo angeregt wurden Tebaldeo zu seiner Orphei tragoedia und Niccolò da Correggio zu seiner Fabula di Cefalo (1487).